# ترجمة الوسائط المتعددة
ترجمة الوسائط المتعددة: بالإنجليزية (Multimedia translation) ويشار إليها أيضا بالترجمة السمعية البصرية، وهو فرع متخصص في الترجمة التي تتعامل مع نقل النصوص المتعددة الوسائط أو نصوص الوسائط المتعددة إلى لغة و / أو ثقافة أخرى. وهذا يعني استخدام نظام الكتروني متعدد الوسائط في الترجمة أو في عملية نقل.

## 1 التطبيق
يمكن تطبيق ترجمة الوسائط المتعددة في مجالات مختلفة وتشمل السينما والتلفاز والمسرح والإعلانات وأجهزة الاتصال السمعية البصرية والمتنقلة.
يمكن وصف النص السمعي البصري بأنه نص متعدد الوسائط عندما يُّنتج ويفسر باستخدام مجموعة متنوعة من الموارد و«الوسائط» السيميائية. عندما يتم الجمع بين وسائط مختلفة، مثل اللغة والصورة والموسيقى واللون والمنظور معا في أشكال مختلفة من وسائل الإعلام، مع الدور الرئيسي الذي يعزى للشاشة، يمكن وصف النص السمعي البصري بأنه نص متعدد الوسائط.
مثال على ذلك، ما يسمى بنسخ الوسائط المتعددة المستخدم في السينما. يتم تقسيم الفيلم إلى إطارات، لقطات أو مراحل. ويتم تحليل كل إطار أو لقطة أو مرحلة، وتبحث عن كل الطرائق السيميائية التي تعمل داخل كل واحد.

## 2 دراسة أكاديمية لترجمة الوسائط المتعددة
إن ترجمة أعمال الوسائط المتعددة الإبداعية هي موضع اهتمام البحث العلمي، وهو موضوع فرعي من دراسات الترجمة. ويستند هذا الحقل متعدد التخصصات إلى مجموعة واسعة من النظريات، مثل نظريات العولمة وما بعد العولمة ودراسات الاستقبال أو «المتلقي» و نظرية الصلة والعلوم الاجتماعية والدراسات الثقافية وعلم النفس الاجتماعي والدراسات الخاصة بالصم.